# Odontocepheus espatulatus
Odontocepheus espatulatus är en kvalsterart som beskrevs av Saloña och Iturrondobeitia 1989. Odontocepheus espatulatus ingår i släktet Odontocepheus och familjen Carabodidae. Inga underarter finns listade i Catalogue of Life.